# 齊默曼山
71°20′S 13°20′E / 71.333°S 13.333°E
齊默曼山（德語：Zimmermannberg）是南極洲的山峰，位於東部南極洲的毛德皇后地，屬於格魯伯山脈的一部分，處於里徹峰以北6公里，海拔高度2,325米，該山峰由德國的探險隊發現。